# Drymonia crenatiloba
Drymonia crenatiloba är en tvåhjärtbladig växtart som först beskrevs av Rudolf Mansfeld, och fick sitt nu gällande namn av Wiehler. Drymonia crenatiloba ingår i släktet Drymonia och familjen Gesneriaceae. Inga underarter finns listade i Catalogue of Life.